# Acide 2-méthylbut-2-énoïque
Cet article court présente un sujet plus développé dans : acide angélique et acide tiglique.
L’acide 2-méthylbut-2-énoïque est un composé chimique de formule H3C–CH=C(CH3)–COOH. Il en existe deux diastéréoisomères, en conformation cis et trans, aux propriétés différentes :
- l’acide angélique, ou acide (Z)-2-méthylbut-2-énoïque (conformation cis), solide jaune pâle à l'odeur piquante ayant une masse volumique de 1,01 g·cm-3 et fondant à 45-45 °C ;
- l’acide tiglique, ou acide (E)-2-méthylbut-2-énoïque (conformation trans), solide incolore à l'odeur agréable ayant une masse volumique de 0,99 g·cm-3 et fondant à 63-65 °C.

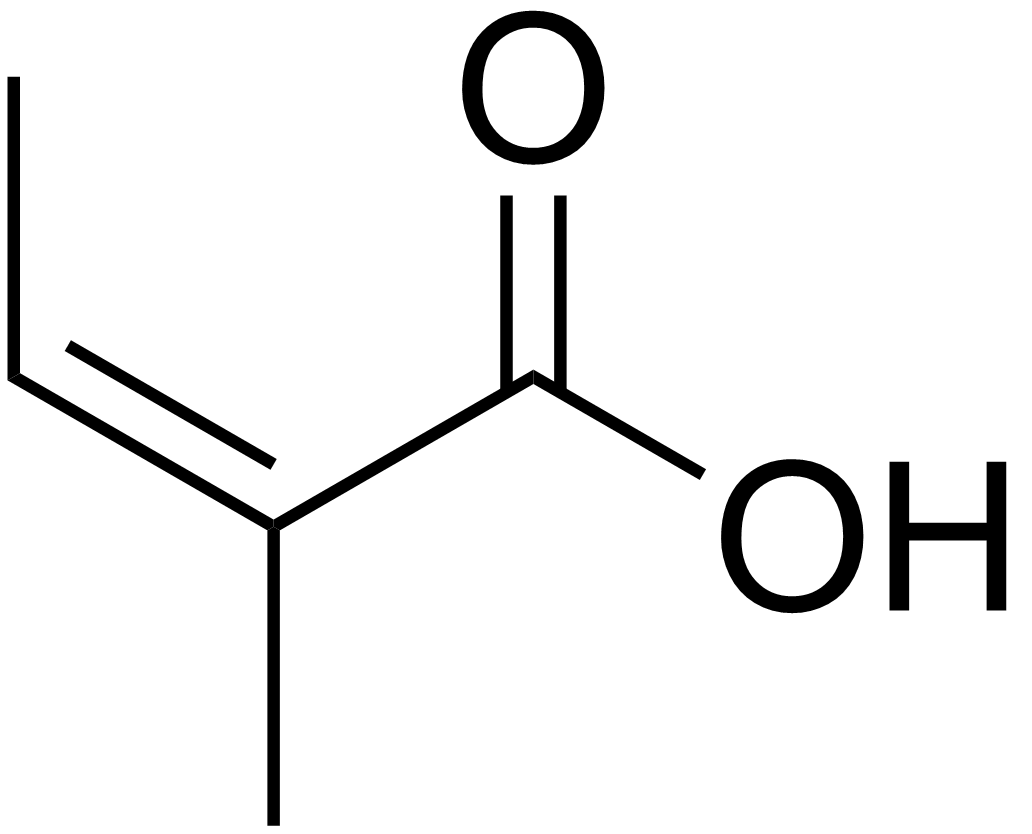
Acide angélique
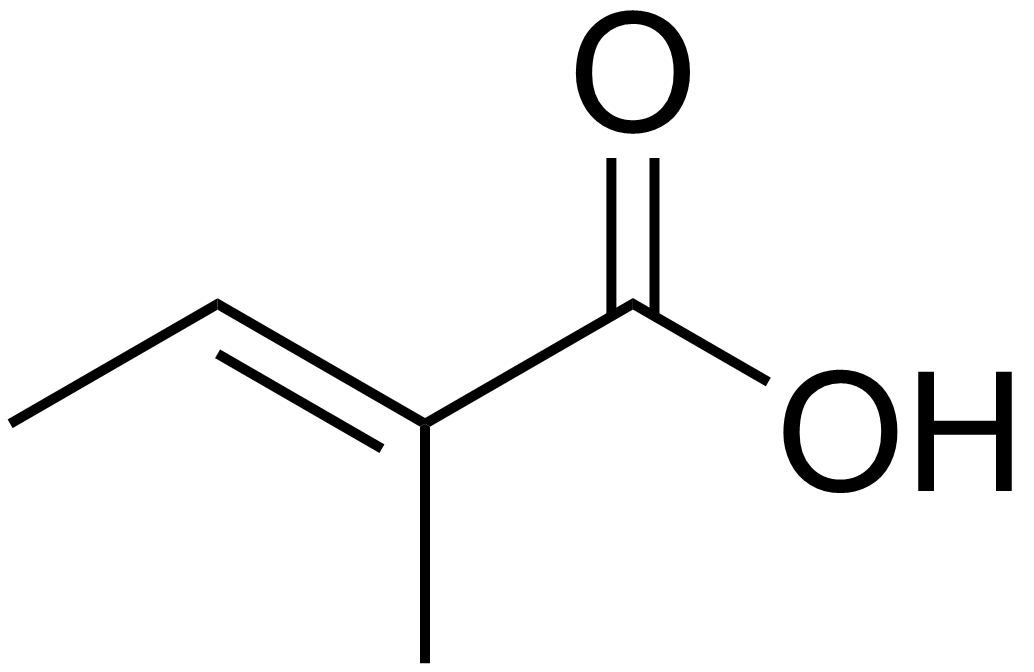
Acide tiglique